# Hélécine
Hélécine (nld. Heylissem, Heilissem; wa. Élessene) – miejscowość i gmina (commune) w środkowej Belgii, w Regionie Walońskim, w prowincji Brabancja Walońska, w okręgu Nivelles. 1 stycznia 2024 r. liczyła 3848 mieszkańców.

## Podział administracyjny
W skład gminy wchodzą trzy dzielnice (section):
- Linsmeau (Linsmeel)
- Neerheylissem
- Opheylissem